# People’s Partnership
People’s Partnership war eine Koalition fünf trinidadischer Parteien, die sich vor der Wahl zum Repräsentantenhaus 2010 zu einem Bündnis zusammenschlossen.

## Gründung der Koalition
Prinzipiell herrscht in Trinidad ein Zwei-Parteien-System nach US-amerikanischem Vorbild; kleinere Parteien spielen eine untergeordnete Rolle. Bei den Wahlen 2002 und 2007 hatte die PNM gegen den UNC gewonnen und stellte die Regierung unter Premierminister Patrick Manning. Anfang 2010 geriet die Regierung in die Kritik, ihr wurden Korruption und Missmanagement vorgeworfen. Nachdem die Opposition einen Misstrauensantrag angekündigt hatte, bat Manning Präsident George Maxwell Richards um die Auflösung des Parlaments, die am 8. April 2010 erfolgte. Die Legislaturperiode war zu diesem Zeitpunkt erst etwa zur Hälfte um. Am 16. April legte Manning den Neuwahltermin auf den 24. Mai fest.
Bei den Wahlen 1995 hatten PNM und UNC gleich viele Sitze gewonnen; der UNC konnte die Regierung stellen, da er ein Bündnis mit der Kleinpartei National Alliance for Reconstruction (NAR) einging, die zwei Sitze gewonnen hatte. Bei den folgenden, teils sehr knappen Wahlen (2000, 2001, 2002 und 2007) erhielten Kleinparteien entsprechend eine gesteigerte Aufmerksamkeit. Am 21. April 2010 unterzeichneten mehrere Führer von Oppositionsparteien in Fyzabad die „Fyzabad Declaration“, ein Abkommen über ein gemeinsames Antreten als „People’s Partnership“ bei der kommenden Wahl. Die Unterzeichnenden waren neben der UNC-Vorsitzenden Kamla Persad-Bissessar die Kleinparteien-Vorsitzenden Winston Dookeran (COP), Makandal Daaga (NJAC), Ashworth Jack (TOP) und Errol McLeod (MSJ). Die Formierung der Koalition wurde unter anderem damit begründet, dass das Parteienbündnis Rassenschranken in Trinidad überwinden wolle – traditionell wird die PNM mit dem afrikanischstämmigen Bevölkerungsteil des Landes assoziiert und der UNC mit dem indischstämmigen Bevölkerungsteil.

### United National Congress
Der UNC war der klar dominierende Part der People’s-Partnership-Koalition. Die führenden Köpfe der 1989 gegründeten Partei sind traditionell indischstämmig.

### Congress of the People
Der COP spaltete sich 2006 vom UNC ab und vertritt ähnliche Positionen. Seine zeitweilige Bedeutung ergab sich aus prominenten Mitgliedern wie Winston Dookeran und Carolyn Seepersad-Bachan, die auch nach ihrem UNC-Austritt ihre Wahlkreise gewinnen konnten.

### Movement for Social Justice
Das MSJ ist eine sozialistisch orientierte, Gewerkschaften wie der Oilfields Workers’ Trade Union nahe stehende Partei. Sie wurde erst kurz vor den Wahlen 2010 gegründet.

### National Joint Action Committee
Das NJAC wurde 1969 im Zuge der trinidadischen Black-Power-Bewegung gegründet. Es setzt sich primär für die Interessen des schwarzen Bevölkerungsanteils ein.

### Tobago Organisation of the People
Die TOP war 2008 aus dem Democratic Action Congress (DAC) hervorgegangen. Die Partei ist ausschließlich auf Tobago tätig und tritt für eine weitgehende Autonomie der Insel ein. 2009 hatte die Partei bei den Regionalwahlen zum teilautonomen tobagonischen Parlament Tobago House of Assembly (THA) vier der zwölf Sitze gewonnen, die anderen acht Sitze waren an die PNM gegangen. Auf Bestreben der TOP war eine Ausweitung der Autonomie Tobagos Teil des Wahlprogramms der People’s Partnership.

## Wahl 2010
Das trinidadische Wahlsystem orientiert sich am britischen System. Das Land ist unterteilt in Wahlkreise, in denen durch Mehrheitswahlrecht je ein Sitz für eine Partei ermittelt wird. Die Partei mit den meisten Sitzen stellt die Regierung. Eine Folge des Mehrheitswahlrechts ist, dass Parteien, die zwar landesweit viele Stimmen erzielen, aber dabei keine Mehrheit in einem Wahlkreis erringen, keinen Parlamentssitz erhalten. Eine weitere Folge ist, dass Wahlkreisen, in denen das Ergebnis bei vergangenen Wahlen knapp war, eine erhöhte Aufmerksamkeit zukommt. 2010 war Trinidad in 41 Wahlkreise unterteilt, von denen zehn als umkämpft galten.
Die People’s Partnership gewann in 29 der 41 Wahlkreise, die PNM kam auf lediglich 12 gewonnene Wahlkreise. Die Siege der Koalition teilten sich auf auf 21 Wahlkreise für den UNC, sechs für den COP und zwei für die TOP. Die TOP war in beiden tobagonischen Wahlkreisen erfolgreich. Als Folge des Mehrheitswahlrechts erzielte die PNM zwar 40 % der Stimmen, aber nur 29 % der Sitze. Manning erkannte die Niederlage seiner Partei umgehend an.

## Regierungsjahre
Am 26. Mai 2010 wurde Kamla Persad-Bissessar von George Maxwell Richards als Premierministerin Trinidads vereidigt. Ihrem Kabinett gehörten ursprünglich 29 Minister an, davon fünf vom COP und eine von der TOP. Zu den Mitgliedern des Kabinetts gehörten unter anderem Winston Dookeran (UNC, Finanzminister), Errol MacLeod (UNC, Arbeitsminister), Carolyn Seepersad-Bachan (COP, Energieministerin) und Jack Warner (UNC, Infrastrukturminister). MacLeod war eigentlich Vorsitzender des MSJ, war bei der Wahl aber für den UNC angetreten. Das Ministerium für die Entwicklung Tobagos unter Ministerin Vernella Alleyne-Toppin (TOP) entwarf zwar eine Gesetzesvorlage für eine Ausweitung der Autonomie Tobagos, legte sie aber nicht zur Ratifizierung im Parlament vor.

## Zerfall der Koalition
Am 17. Juni 2012 erklärte das MSJ den sofortigen Austritt aus der Regierungskoalition. Der Vorsitzende David Abdulah, in Personalunion Vorsitzender der Gewerkschaft Oilfield Workers Trade Union (OWTU), begründete diesen Schritt damit, dass sich die People’s Partnership von den Idealen der „Fyzabad Declaration“ entfernt habe und keine Anstalten mache, dringend benötige Reformen umzusetzen. Premierministerin Persad-Bissessar bezeichnete daraufhin die über mehrere Monate hinweg erhobenen Forderungen des MSJ als „nicht erfüllbar, unzumutbar und rücksichtslos“.
In der Folge baute Persad-Bissessar das Kabinett erneut um und vergrößerte es dabei von 29 auf 34 Posten. Infrastrukturminister Jack Warner wurde zum Minister für nationale Sicherheit ernannt. Winston Dookeran wechselte vom Finanz- ins Außenministerium; seinen alten Platz nahm der Bankier Lary Howai ein.
Im Januar 2013 fanden auf Tobago Regionalwahlen zum Tobago House of Assembly statt. Zu diesem Zeitpunkt hielt die TOP die beiden tobagonischen Sitze im landesweiten Parlament sowie vier der zwölf Wahlkreise auf Tobago. Bei den Regionalwahlen kam es zu einem Erdrutschsieg der PNM, die TOP gewann keinen einzigen Wahlkreis und fiel in der Folge in die politische Bedeutungslosigkeit. Im April 2013 trat der zuvor schon umstrittene Minister Jack Warner nach massiven Korruptionsvorwürfen von seinem Amt zurück. Im Oktober desselben Jahres wurden auf Trinidad Regionalwahlen abgehalten, bei denen der COP, der bis dahin den Gebietskörperschaften von San Fernando und Diego Martin vorsaß, verlor beide Mandate. Prominente COP-Mitglieder forderten daraufhin den Rücktritt von Parteichef Ramadhar sowie den Austritt der Partei aus der People’s Partnership, da keine Gemeinsamkeiten mehr zwischen den Werten der Koalition und denen des COP bestünden. Ramadhar erteilte beiden Forderungen eine Abfuhr.

## Wahl 2015
Das Wahlprogramm der People’s Partnership unterschied sich nicht signifikant von dem des konkurrierenden PNM, was typisch für die trinidadische Parteienlandschaft war. Der Fokus des Programms lag wie bei der PNM auf der wirtschaftlichen Entwicklung und der Verbrechensbekämpfung.
Nach der Wahlniederlage der People’s Partnership bei der Wahl zum Repräsentantenhaus im September 2015, die mit einem Sieg des PNM endete und die Mandate des COP auf eins reduzierte, kamen innerhalb des COP erneut Diskussionen um den Verbleib in der Koalition auf. Am 8. Dezember 2015 verkündete der COP-Vorsitzende Ramadhar, dass seine Partei die Koalition verlassen habe, die sich daraufhin auflöste.

## Nachwirkungen
Bei der Wahl 2020 traten die ehemals vereinten Parteien getrennt an. Der UNC wurde stärkste Oppositionspartei mit 17 von 41 Sitzen. Der COP gewann einen Sitz, das MSJ keinen. NJAC und TOP hatten sich zwischenzeitlich aufgelöst.